# Dunjó
Dunjó fou una empresa catalana fabricant de sidecars i de bastidors per a motocicleta, fundada per Arcadi Dunjó a Santa Perpètua de Mogoda, Vallès Occidental.
Dunjó, que havia estat mecànic dels avions Polikàrpov I-15 "Xato" durant la Segona República espanyola, fou un dels principals proveïdors de bastidors de les petites empreses productores de motocicletes existents als anys 50, dissenyant també motocicletes senceres per a moltes d'elles (Derbi, Dusco, Iso, Kapi, Mavisa, Mymsa, Reina, Rieju, etc.).

## Producció
El 1951, mirà de fabricar un motor dièsel de només 30 cc per a ésser acoblat a bicicletes. Aquest motor podia arribar a les 9.500 rpm i funcionava amb qualsevol tipus de combustible (petroli, querosè, benzina o gas-oil). Diferències diverses entre els socis del projecte varen provocar que aquest no s'acabés materialitzant.

### Microcotxes

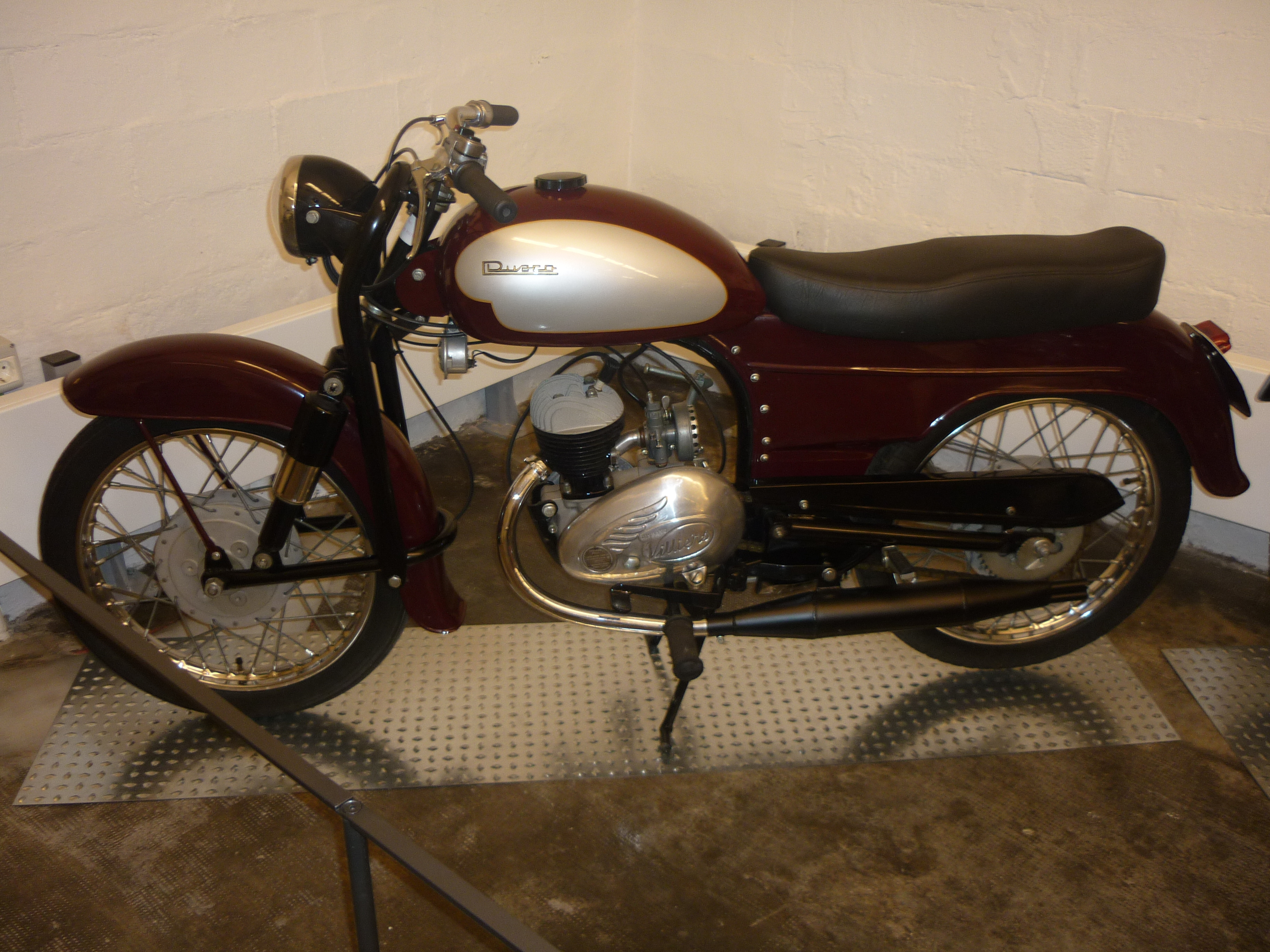
Dusco A-125 de 1957

El 1956 va fabricar tres unitats (totes diferents) d'un microcotxe de tres rodes equipat amb motor Iso de 125 cc.

### Dunjó-Castells
El 1957, Dunjó fabricà un escúter sota la marca Dunjó-Castells per al distribuidor de Motobic a Barcelona, dotat de motor de 80 cc d'aquella marca i bastidor monocasc de xapa (sense tubs).

### Dusco
El mateix any, 1957, Dunjó s'associà amb Solans i Corominas, provinents de l'empresa de motors Hispano Villiers, i tots tres llançaren al mercat una motocicleta sota la marca Dusco (acrònim dels seus cognoms), amb motor de 125 cc i suspensió Earles. La producció en fou reduïda -amb prou feines 30 unitats-, ja que en reactivar-se el mercat dels tricicles motoritzats (principals clients d'Hispano Villiers), els dos socis de Dunjó desestimaren el projecte.